# Victor Molev
Victor Molev, (Nizhniy Novgorod, Rússia), é um arquiteto, pintor e decorador de cenários teatral russo.

## Carreira
Graduou-se em arquitetura em 1976, e iniciou os trabalhos de pintura de cenários. Migrou-se para Israel em 1990 onde tornou-se membro da Associação de artista e escultores de Israel e em 2014 o movimento Arte Resiliencia fundado por Ksenia Milicevic em Franca. Participou de numerosas exibições e mostras em conjunto e solo na Rússia, Israel, e diversos locais da Europa. Seus trabalhosd podem ser encontrados em diversos museus e pinacotecas da Europa, Estados Unidos, Canadá e Israel.
Em 2006, mudou-se para Ontário, onde vive até os dias atuais em Richmond Hill.

## Exposições
Grupo exposições
- 1988- Central Exhibition Hall of artist’s association. Nizhniy Novgorod -Russia

Central Exhibition Hall. Ardatov City - Russia 
- 1989- Exhibition of theatre artists . Nizhniy Novgorod - Russia
- 1990- "EGO" group . Nizhniy Novgorod
- 1990- "EGO" group. Troitsk City -  Russia
- 1992- Art-Li Fine Artist Gallery. Haifa
- 1993- Israel Union of Artists. Haifa

Ankona(Italia) Diploma, Silver Medal. 
- 1994- Haifa Theatre. Haifa

Israel Union of Artists. Haifa Lisboa. Portugal
Tokio Newspaper "Yomiury", Bronze Medal. Japan
Gallery "Rahel Show". Old Jaffo 
- 1995- Marostika. Italia

Gallery "Rahel Show". Old Jaffo 
- 1996- Beringen. Belgia

Warszawa. Poland 
- 1997- Amstelveen. Nederland

Beit Agefen. Haifa 
Knokke-Heist. Belgia 
- 1998- Zagreb. Horvatia
- 1999- Congress Hall. Haifa

Israel Union of Artists. Haifa 
Gallery "Zafon". Haifa 
- 2000- Israel Union of Artists. Haifa

City Center. Haifa  
Azriely Center. Tell-Aviv 
"Art Tanah" Gallery "Zafon". Haifa 
- 2001- Naval Museum (Haifa) Diploma, Medal.
- 2003- Gallery ‘Expression". Tell-Aviv
- 2004- Gallery ‘Expression". Tell-Aviv
- 2005- Gallery ‘Expression". Tell-Aviv
- 2006- Beit Rotshild. Haifa

Gallery ‘Expression". Tell-Aviv 
- 2007- Koffler Centre of Arts. Toronto

"Nude Show" Imagine Art Gallery. Thornhill. Ont.
Gallery ‘Expression". Tell-Aviv
Hillcrest. Richmond Hill. Ont. 
One of a Kind Show. Toronto 
- 2008- Toronto Art Expo 2008

Hillcrest. Richmond Hill. Ont.
Ben Navae Gallery. Toronto 
- 2009- Toronto Art Expo 2009

Hillcrest. Richmond Hill. Ont. 
- 2010- Toronto Art Expo 2010

Imagine Art Gallery. Thornhill. Ont. 
Hillcrest. Richmond Hill. Ont.
Performance Art Centre. Richmond Hill. Ont. 
Bistango Art Gallery. Irvine CA US 
Galerie Le Portal. Québec, Qc. G1K 4H5 
- 2011- Toronto Art Expo 2011
- 2011- Antony`s Gallery. Whitby. Ont

Hillcrest. Richmond Hill. Ont. 
Performance Art Centre. Richmond Hill. Ont. 
- 2012- Antony`s Gallery. Whitby. On
- 2013- Hillcrest. Richmond Hill. Ont.

Antony`s Gallery. Whitb 
Performance Art Centre. Richmond Hill. Ont.
Exposições individuais
- 1987 - Kalinin Palace of Culture . (Nizhniy Novgorod -  Russia
- 1994- Bank Discont. Haifa

Moshava Ha-Ktana. Haifa 
- 1998- Israel Union of Artists. Haifa
- 2000- Beit Yad Le Banim. Haifa
- 2001- Hod Ha-Karmel. Haifa
- 2002- Beit Aba Hushi. Haifa

Auditorium. Haifa 
Beit Nagler. Haifa 
- 2003- Beit Yad Le Banim. Haifa

Opening of Victor Molev`s Gallery. 30 Masada str. Haifa. 
- 2006- Beit Aba Hushi. Haifa

Auditorium. Haifa 
Opening of Victor Molev`s Home Gallery, 10 Palomino dr Richmond Hill Ont. 
- 2007- Imagine Art Gallery. Thornhill. Ont.

Library. Dafferin-Clark 
Studio Tour & Art Sale . Richmond Hill Ont. 
- 2008 Imagine Art Gallery. Thornhill. Ont.

Studio Tour & Art Sale . Richmond Hill Ont. 
- 2009 Art Square Gallery. Toronto

Studio Tour & Art Sale . Richmond Hill Ont. 
Imagine Art Gallery. Thornhill. Ont. 
- 2011 Codiak Gallery Toronto, Ontario

Studio Tour & Art Sale . Richmond Hill Ont 
Art Cafe "Covernotes" . Richmond Hill Ont 
- 2012 Studio Tour & Art Sale . Richmond Hill Ont.

Imagine Art Gallery. Thornhill. Ont. 
Performance Art Centre. Richmond Hill. Ont. 
- 2013 Imagine Art Gallery. Thornhill. Ont.

Rainbow cinema Art Gallery (Toronto) 
- 2014 Musée de Peinture de Saint-Frajou.[3].